# 217 (číslo)
Dvě stě sedmnáct je přirozené číslo, které následuje po čísle dvě stě šestnáct a předchází číslu dvě stě osmnáct. Římskými číslicemi se zapisuje CCXVII a řeckými číslicemi σιζ.

## Matematika
217 je:
- Poloprvočíslo
- Deficientní číslo
- Nešťastné číslo
- Nepříznivé číslo
- Dvanáctiúhelníkové číslo
- {\displaystyle 217=6^{3}+1^{3}=9^{3}-8^{3}}

## Astronomie
- (217) Eudora je planetka hlavního pásu, kterou objevil v roce 1880 Jérôme Eugène Coggia

## Roky
- 217
- 217 př. n. l.